# Metal de Wood

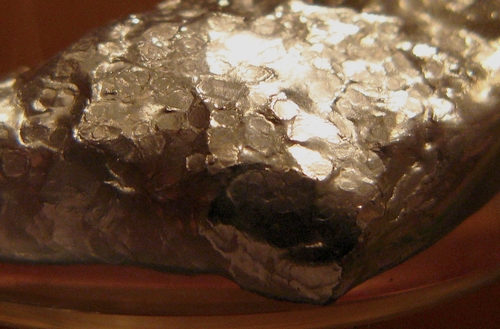
Metal de Wood.

El Metal de Wood es una aleación de 50% de bismuto, 25% de plomo, 12,5% de estaño y 12,5% de cadmio en peso. Su punto de fusión es de 70 °C (158 °F). Esta aleación recibe el nombre de su inventor el dentista estadounidense Barnabas Wood (1819–1875).
Es empleado en sellado de tanques de gas, reparaciones de antigüedades, aleación fusible, modelaje y soldaduras. Es tóxico por su contenido de plomo y cadmio al momento de fundirlo, por lo que debe evitarse inhalar los vapores desprendidos. Existen diversas aleaciones no tóxicas empleadas como sustituto.

## Otras aleaciones similares
- Metal de Field
- Metal de Rose
- Galinstano
- NaK
- Aleaciones de indio y bismuto